# Миляник Іван Антонович
Іва́н Анто́́нович Миля́ник  — військовослужбовець Державної прикордонної служби України.

## З життєпису
Капітан, Великомостівський кінологічний навчальний центр Західного регіонального управління Державної прикордонної служби України, згодом — Чернівецький прикордонний загін.

## Нагороди
26 липня 2014 року — за особисту мужність і героїзм, виявлені у захисті державного суверенітету та територіальної цілісності України, вірність військовій присязі під час російсько-української війни, старший лейтенант Іван Миляник відзначений — нагороджений орденом «За мужність» III ступеня.